# Christian Nodal
Christian Jesús González Nodal (Caborca, Sonora, 11 de enero de 1999), conocido como Christian Nodal, es un músico, cantante y compositor mexicano. Nacido y criado en Sonora, es conocido principalmente por popularizar el «mariacheño», un género de fusión entre la música mariachi y norteña. Nodal ha ganado tres Premios Grammy Latinos, un Premio Lo Nuestro, dos Premios Billboard de la Música Latina y un Premio Latin American Music. 
Nodal comenzó su carrera musical a la edad de diecisiete años cuando firmó con Universal Music Latin en 2016. Lanzó su álbum de estudio debut, Me Dejé Llevar, en febrero de 2017. El álbum tuvo un éxito comercial y de crítica, convirtiéndose en la primera y única entrada de Nodal entre los diez primeros en la lista Top 100 Mexico de AMPROFON, alcanzando el puesto número siete. Los sencillos «Adiós Amor» y «Te Fallé» alcanzaron el puesto número uno en la lista Top 20 de canciones generales mexicanas de Monitor Latino, mientras que los sencillos «Probablemente» y «Me Dejé Llevar» alcanzaron el puesto número dos y tres respectivamente. Lanzó su segundo álbum de estudio, Ahora, en 2019. Alcanzó el puesto 19 en el Top 100 México y obtuvo tres éxitos entre los diez primeros con los sencillos «No Te Contaron Mal», «Nada Nuevo», y «De Los Besos Que Te Di».
En 2021, el sencillo «Botella Tras Botella» con el rapero Gera MX se convirtió en la primera canción regional mexicana en ingresar al Billboard Hot 100, alcanzando el puesto 60. Desde septiembre de 2023, esta canción es la más reproducida de Nodal en Spotify. En febrero de 2022, Nodal firmó con Sony Music México luego de ser demandado por Universal Music Latin; tres meses después, Nodal lanzó el extended play, Forajido, que alcanzó el puesto 28 en la lista Billboard Top Latin Albums. El EP generó el sencillo «Ya No Somos Ni Seremos», que encabezó la lista Billboard Mexico Songs. Más de un año después, en mayo de 2023, Nodal lanzó una EP de continuación, Forajido 2, que contenía los diez primeros sencillos «Quédate» y «Un Cumbión Dolido».

## Primeros años
Nodal nació y creció en Caborca, en el estado de Sonora en México, hijo de los músicos Silvia Cristina Nodal Jiménez y Jaime González. Según Nodal en entrevista con El País, su abuelo Ramón le enseñó a escribir poemas rimados en una servilleta desde pequeño, afirmando, «Me enseñaba a escribir rimado. Lo leíamos en alto y luego, cuando lo fui entendiendo, me decía: ‘Trata siempre de que lo que escribas sea lo más sincero y lo más puro». Es el mayor entre sus hermanos y le siguen a Amely González Nodal y Jaime Alonso González Nodal.
Nodal comenzó a crear música a la edad de cuatro años y luego aprendió a tocar el piano y la guitarra por su cuenta a los trece años. A la misma edad, escribió su primera canción para un amor que tenía en la escuela secundaria. En su infancia y adolescencia participó en varios concursos de talentos infantiles, obteniendo los primeros lugares. En entrevista con la revista de Rolling Stone, Nodal afirmó que «en mi casa siempre hubo música... mis vecinos me llevaron casa por casa y me enseñaron un poquito a tocar la guitarra y la trompeta». A los 16 años, mientras estudiaba en el sistema educativo de la Escuela Nacional Preparatoria No.8, decidió trasladarse a la ciudad de Ensenada, en el estado de Baja California en donde cursó su primer semestre de bachillerato. Los fines de semana iba a dar conciertos a Mexicali.

## Carrera

### 2016–2017: Inicios tempranos yMe Dejé Llevar
Antes de firmar con un sello discográfico, Nodal publicaba videos en Facebook, lo que le valió la viralidad en Internet. En abril de 2016, Nodal firmó con Universal Music Latin y lanzó una versión de la canción «Adiós Amor» como su sencillo debut. La canción rápidamente se convirtió en un éxito en México y Estados Unidos; encabezó la lista Monitor Latino Top 20 General Mexican Songs y alcanzó el puesto número cuatro en el Billboard Hot Latin Songs, convirtiéndose en la primera canción regional mexicana en entrar al top 5 desde «Solo Con Verte» de la banda sinaloense de MS de Sergio Lizárraga. En junio de 2017, Nodal colaboró con el cantante español David Bisbal en el sencillo «Probablemente», que alcanzó el puesto número dos en las listas de Monitor Latino. En una entrevista con la revista Billboard, Bisbal dijo, «...no sólo es Nodal un gran intérprete sino también un compositor. Me encanta lo que está haciendo y es un honor ser un parte de las primeras etapas de su carrera».
En agosto de 2017, Nodal lanzó su álbum de estudio debut, Me Dejé Llevar. Alcanzó el puesto número 7 en la lista Top 100 México y Billboard Top Latin Albums en los Estados Unidos. Thom Jurek, crítico musical de AllMusic, elogió mucho el álbum, refiriéndose particularmente a los instrumentales del mariachi como «exuberantes y elegantes». Afirmó además: «Nodal escribió siete de estas 13 canciones, pero dadas sus interpretaciones, bien podría haberlas escrito todas... en estas canciones y otras, Nodal evoca huellas de los grandes cantantes románticos como Vicente Fernández, y Luis Miguel». En 2018, el álbum fue nominado al Premio Grammy latino como mejor álbum de música ranchera/mariachi en la 19.ª entrega anual de los Premios Grammy Latinos, que finalmente fue a ¡México Por Siempre! de Luis Miguel, mientras que «Probablemente» ganó como Mejor canción regional mexicana. Nodal también fue nominado para Mejor artista nuevo pero perdió contra la cantante colombiana de reggaeton, Karol G.Me Dejé Llevar fue certificado tres veces platino por la Recording Industry Association of America (RIAA) en mayo de 2018 y diamante por la Asociación Mexicana de Productores de Fonogramas y Videogramas (AMPROFON) en julio de ese mismo año.

### 2018–2020:Ahora,Ayayay!, yLa Voz México
En 2018, Nodal acompañó al artista mexicano Pepe Aguilar, su hermano Antonio Aguilar Jr., su hija Ángela Aguilar y su hijo Leonardo Aguilar en su gira de Jaripeo, dobló «Jaripeo Sin Fronteras» (2019). Según Ángela, Nodal fue invitado por Pepe para abrir el concierto.
En mayo de 2019, Nodal lanzó su segundo álbum de estudio, Ahora. El álbum fue un éxito comercial, aunque menor que Me Deje Llevar, alcanzando el puesto número 19 en la lista Top 100 México y el número 7 en la lista Billboard Top Latin Albums en los Estados Unidos. Sami Drasin de Billboard le dio al álbum una crítica positiva, afirmando: «A pesar de tener melodías ranchera y melodías de mariachi similares a lo largo de la producción, cada pista cuenta su propia historia sincera y demuestra el sonido maduro de Nodal». El sencillo principal, «No Te Contaron Mal», que alcanzó el puesto número 4 en las listas de Monitor Latino, ganó el premio Canción Regional Mexicana del Año en los premios BMI Latin Awards. Los sencillos «Nada Nuevo» y «De Los Besos Que Te Di» alcanzaron el puesto 8 y 3 respectivamente. Nodal inició la Gira, Ahora en 2019 para promocionar el álbum, la cual terminó en Miami prematuramente debido a la pandemia de COVID-19.
En mayo de 2020, Nodal estrenó su debut extended play, Ayayay!, que alcanzó el puesto número 8 en la lista Top Latin Albums. En noviembre, Nodal lanzó el sencillo «Dime Cómo Quieres», un dueto entre él y Ángela Aguilar. Según Ángela, Nodal le había enviado previamente la canción a su padre Pepe Aguilar, manifestándole que «algo le faltaba a su disco Nodal y que él creía que algo era yo». La canción alcanzó el puesto número 1 en las listas de Monitor Latino. Versiones completas deluxe y super deluxe de Ayayay! se lanzaron en septiembre y noviembre respectivamente. El EP fue nominado para el Premio Grammy latino al mejor álbum de música ranchera/mariachi en la 21.ª entrega anual de los Premios Grammy Latinos y posteriormente nominado al mismo premio que la edición super deluxe. El EP y las versiones super deluxe también fueron nominados para el Premio Grammy al mejor álbum de música mexicana (incluyendo el tejano) en la 63.ª y 64.ª edición de los Premios Grammy, convirtiéndose en las primeras nominaciones a los Premios Grammy de Nodal. El sencillo «Aquí Abajo» ganó el premio por Mejor canción regional mexicana.
De junio a septiembre de 2020, Nodal estuvo destacado como entrenador en la novena temporada de La Voz México. Su último concursante, Fernando Sujo, ganó la temporada convirtiendo a Nodal en el coach ganador.

### 2021–2023: «Botella Tras Botella» yForajido
En abril de 2021, Nodal lanzó el sencillo «Botella Tras Botella», en colaboración con el rapero mexicano Gera MX. La canción alcanzó el puesto 60 en el Billboard Hot 100 e hizo historia al ser la primera canción regional mexicana en ingresar a la lista. También se convirtió en la entrada de mayor pico de Nodal en Hot Latin Songs y la Billboard Global 200, alcanzando el puesto número tres y nueve respectivamente.
En mayo de 2021, Nodal grabó una versión de «Si Nos Dejan» de José Alfredo Jiménez con la cantante Belinda, con quien luego se comprometería. La versión de Nodal de la canción se utilizó más tarde como tema principal de la novela del mismo nombre. En septiembre de 2021, Nodal lanzó el sencillo «La Sinvergüenza», con la participación del grupo regional mexicano de banda, la banda sinaloense de MS de Sergio Lizárraga, que alcanzó el puesto número 2 en las listas de Monitor Latino y en el puesto 20 en la lista Mexico Songs, parte de la serie Hits of the World.En enero de 2022, lanzó una regrabación del sencillo «Te Lloré un Río» con la banda mexicana de rock, Maná, que se convirtió en su octava entrada en encabezar las listas de Monitor Latino. Al mes siguiente lanzó el sencillo «Ya No Somos Ni Seremos». Aunque el sencillo no entró en las listas de Monitor Latino, se convirtió en la primera entrada número uno de Nodal en la lista Mexico Songs de Billboard.
En mayo de 2022, Nodal lanzó su segundo EP, Forajido, que alcanzó el puesto 28 en la lista Billboard Top Latin Albums. Constó de 6 temas, siendo lanzados como sencillos «Ya No Somos Ni Seremos», «La Sinvergüenza» y «Vivo en el 6». Más de un año después, en mayo de 2023, se lanzó un EP de continuación, Forajido 2, que alcanzó el puesto 42 en los mejores álbumes latinos. El EP generó los sencillos «Por el Resto de Tu Vida» con la cantante argentina Tini, «Un Cumbión Dolido» y «Quédate». En septiembre de 2023, Nodal lanzó su cuarto EP, México en Mi Voz. Consta de cinco canciones de popular mexicana regional y fue lanzada en celebración del Grito de Dolores. En entrevista con Billboard Argentina, Nodal afirmó: «Este EP significa mucho para mí. Soy de Sonora, y el 16 de septiembre, en todas las casas, se escucha música mexicana».

## Arte e imagen pública
Nodal es a menudo reconocido por su mezcla única de fusión de música mariachi y norteña, apodada «mariacheño». En una entrevista de YouTube con Amazon Music, Nodal citó a Ariel Camacho – cuya banda, Los Plebes del Rancho, colaboraría posteriormente con Nodal – como una de las principales influencias en su estilo musical: «Me inspiré, desde el inicio de mi carrera, en Ariel Camacho [...] Estaba en la cima de la música regional mexicana, porque él era muy joven y pasó por lo mismo que yo pasé». En una entrevista de Rolling Stone, citó a Joan Sebastian y Marco Antonio Solís como inspiraciones en su música.

### Controversia con J Balvin
En junio de 2022, el cantante y rapero colombiano J Balvin publicó una fotografía en Instagram, que mostraba a él y a Nodal, ambos con el cabello decolorado rubio y con gafas de sol, con la leyenda «encuentra las diferencias». Nodal volvería a publicar la imagen con la leyenda «La diferencia es que yo tengo talento, carnal y puedo cantar orgullosamente mis composiciones donde sea, como sea, cuando sea con orgullo». Balvin luego publicaría un video disculpándose, pero filtró de manera controvertida la palabra «Belinda» en su publicación.
Días después de las publicaciones de Instagram, Nodal lanzó el diss track, «Girasol» dirigido a Balvin. Nodal, sin embargo, se retractaría más tarde de sus declaraciones afirmando que «lo perdonó por su falta de conciencia», afirmando además, «tal vez si me hubieran preguntado si estaba de acuerdo con que publicara esa foto para sus 50 millones de seguidores, habría sido diferente; pero al contrario, me dolieron las burlas y la exposición». Balvin también publicaría en Instagram, reconociendo que Nodal estaba atravesando un período difícil y que habían llegado a un acuerdo en privado. En entrevista con ¡Hola!, Nodal aclaró que se encontraba en una etapa difícil de su vida y afirmó además que «había un contexto más privado en los mensajes, así que creo que probablemente quería hacer un dúo o algo así, y era la forma en que venía de 'No seré el meme de nadie', y especialmente no con alguien con millones de seguidores».

### Demanda de Universal Music
En noviembre de 2021, una carta filtrada de Universal Music Latin, el sello discográfico de Nodal en ese momento, aconsejó a los medios relevantes distribuir la música de Nodal. 3 meses después, los padres de Nodal, Silvia Nodal y Jaime González, fueron demandados por Universal Music por fraude. La demanda alegaba que los padres de Nodal, que lo firmaron para Universal Music, habían presentado documentos falsificados de prueba de la propiedad de Nodal de su discografía. Más tarde, Nodal abandonó Universal Music como su sello discográfico, declarando en una transmisión en vivo de Instagram, «No tengo contrato con Universal. Universal no quería que me fuera, pero les di cinco años de mi trabajo e hice lo que se suponía que debía hacer». Nodal luego firmaría con Sony Music México a finales de febrero.

## Vida personal
En mayo de 2021, Nodal anunció su compromiso con la cantante y actriz Belinda, a quien conoció en el set de La Voz. Los dos se separarían más tarde en febrero de 2022, como se anunció en las redes sociales, y Nodal dijo: «quiero compartirles que hemos decidido darle fin a nuestro compromiso y nuestra relación de pareja, llevándonos cada uno lo mejor del otro. Con mucho agradecimiento por habernos acompañado en este tiempo. Pido respeto por la decisión que hemos tomado, en donde cada uno vivirá el proceso de separación a su manera y siempre deseando lo mejor uno al otro para los tiempos felices vividos y lo de prueba también. Todas lo que se especula es falso. A los medios de comunicación, con mucho respeto, les comunicamos que no hablaré más del tema».
Poco después de terminar su relación con Belinda, Nodal comenzó a salir con la cantante y rapera argentina Cazzu. Sin embargo, los dos mantuvieron su relación en privado hasta algún momento durante 2023. Su revelación siguió a Cazzu confirmando los rumores de que Nodal se había mudado a Argentina, que circularon después de que se descubrió que había comprado un lote en Buenos Aires. En abril de 2023, confirmó su embarazo durante uno de sus conciertos, y Nodal reveló que la fecha prevista sería en algún momento de septiembre. Más tarde mencionó que el sexo del bebé era femenino. Dos meses después, Nodal y Cazzu viajaron a Francia por razones desconocidas, iniciando especulaciones en línea sobre una propuesta. La bebé, de nombre Inti, nació el 14 de septiembre de 2023 en Argentina; Nodal y Cazzu anunciaron oficialmente su nacimiento en las redes sociales al día siguiente.
El 10 de junio de 2024 confirmó su relación con la cantante de regional mexicano Ángela Aguilar y el 24 de julio de 2024 se hizo pública su boda en la Hacienda San Gabriel de las Palmas en Amacuzac.

### Tatuajes
A lo largo de su carrera, Nodal ha acumulado varios tatuajes en brazos, manos, cuerpo y rostro, y Nodal se refiere a sí mismo como «adicto». Nodal nunca ha dicho explícitamente cuántos tatuajes tiene, aunque algunos fanáticos estiman que tiene alrededor de 30 en total. A algunos de los tatuajes, principalmente sus tatuajes faciales, se les ha revelado su significado. Cabe destacar que Nodal tiene una flor que representa el amor; una cruz cristiana, que representa su fe; la luna, que representa la inspiración; una bolsa de dinero, que representa el EP, Forajido; y un cactus, que representa su pueblo natal de Caborca, Sonora.
Anteriormente, Nodal tenía varios tatuajes para su exnovia Belinda, incluidos sus ojos en su pecho, un corazón con las palabras «utopía» escritas a un lado y las palabras «Beli» escritas junto a su oreja derecha. Después de su ruptura con Belinda, Nodal se quitó algunos de sus tatuajes y aparentemente modificó el tatuaje de «Beli» en los cuatro palos de naipes. En 2023, Nodal reveló que se quitaría los tatuajes faciales y dijo: «Quiero que mi hija me conozca... quiero que vea mi cara sin ellos». Nodal después afirmó que no se quitaría todos sus tatuajes, afirmando «Es un proceso muy doloroso y agotador... Es complicado porque hay que ponerse cremas y hay que tener cuidado con el sol, y yo no soy de ese tipo de persona que cuida su rostro».

## Discografía

### Álbumes de estudio
| Me Dejé Llevar                                             | - Lanzamiento: 25 de agosto de 2017 - Sello: Universal Music Latin Entertainment, Fonovisa - Formato: CD, descarga digital, streaming | 7  | 69 | 2 | 1 | - AMPROFON: 2× Platino+Oro - RIAA: 3× Platino (Latino) |
| Ahora                                                      | - Lanzamiento: 10 de mayo de 2019 - Sello: Universal Music Latin Entertainment, Fonovisa - Formato: CD, Descarga digital, streaming   | 19 | —  | 7 | 1 | - RIAA: Platino (Latino)                               |
| Ayayay!                                                    | - Lanzamiento: 29 de mayo de 2020 - Sello: Universal Music Latin Entertainment, Fonovisa - Formato: CD, Descarga digital, streaming   | —  | —  | 8 | 1 | - AMPROFON: Oro - RIAA: Oro (Latino)                   |
| "—" denota una grabación que no se registró en las listas. | |    |    |   |   |                                                        |

### Compilaciones
| Título           | Detalles |
| ---------------- | --- |
| Amor de Invierno | - Lanzamiento: 4 de diciembre de 2020 - Sello: Universal Music Latin - Formato: Descarga digital, streaming  |
| Nodal            | - Lanzamiento: 1 de diciembre de 2020 - Sello: Universal Music Latin - Formato: Descarga digital, streaming  |
| Mamacita         | - Lanzamiento: 18 de diciembre de 2020 - Sello: Universal Music Latin - Formato: Descarga digital, streaming |

### Álbumes colaborativos
| Título                                                                | Detalles |
| --------------------------------------------------------------------- | --- |
| Recordando A Una Leyenda (con Los Plebes del Rancho de Ariel Camacho) | - Lanzamiento: 21 de mayo de 2021 - Sello: JG Music, Universal Music Latin Entertainment - Formato: Descarga digital, streaming |

### Extended plays (EPs)
| Título       | Detalles del álbum | Posiciones máximas en las listas | Posiciones máximas en las listas | Certificaciones          |
| Título       | Detalles del álbum | EE. UU. Latin                    | MEX Reg.                         | Certificaciones          |
| ------------ | --- | -------------------------------- | -------------------------------- | ------------------------ |
| Lo Más Nuevo | - Lanzamiento: 28 de mayo de 2018 - Sello: - Universal Music Latin Entertainment - Fonovisa - Formatos: Digital download | –                                | –                                |                          |
| Forajido     | - Lanzamiento: 27 de mayo de 2022 - Sello: - Sony Music Mexico - Formatos: Descarga digital, streaming                   | 28                               | 6                                | - RIAA: Platino (Latino) |
| Forajido 2   | - Lanzamiento: 29 de mayo de 2023 - Sello: - Sony Music Mexico - Formatos: Descarga digital, streaming                   | 42                               | 11                               |                          |

### Sencillos

#### Como artista principal
| Título                                                  | Año  | Posiciones máximas | Posiciones máximas | Posiciones máximas | Posiciones máximas | Posiciones máximas | Posiciones máximas | Certificaciones                                               | Albpum                            |
| Título                                                  | Año  | MEX                | ARG                | EE. UU.            | EE. UU. Latin      | EE. UU. Reg. Mex   | WW                 | Certificaciones                                               | Albpum                            |
| ------------------------------------------------------- | ---- | ------------------ | ------------------ | ------------------ | ------------------ | ------------------ | ------------------ | ------------------------------------------------------------- | --------------------------------- |
| "Adiós Amor"                                            | 2017 | 1                  | —                  | —                  | 4                  | 1                  | —                  | - AMPROFON: Diamante + Oro - RIAA: 21× Platino (Latino)       | Me Dejé Llevar                    |
| "Te Fallé"                                              | 2017 | 1                  | —                  | —                  | 24                 | 1                  | —                  | - AMPROFON: Oro - RIAA: 2× Platino (Latino)                   | Me Dejé Llevar                    |
| "Probablemente" (solo o junto a David Bisbal)           | 2017 | 2                  | —                  | —                  | 15                 | 1                  | —                  | - AMPROFON: Platino + Oro - RIAA: 5× Platino (Latino)         | Me Dejé Llevar                    |
| "Me Dejé Llevar"                                        | 2017 | 3                  | —                  | —                  | 23                 | 1                  | —                  | - AMPROFON: Oro - RIAA: Platino (Latino)                      | Me Dejé Llevar                    |
| "No Te Contaron Mal"                                    | 2018 | 4                  | —                  | —                  | 10                 | 1                  | —                  | - RIAA: 8× Platino (Latino)                                   | Ahora                             |
| "Nada Nuevo"                                            | 2019 | 8                  | —                  | —                  | 19                 | 1                  | —                  | - RIAA: Platino (Latino)                                      | Ahora                             |
| "De Los Besos Que Te Di"                                | 2019 | 3                  | —                  | —                  | 12                 | 1                  | —                  | - RIAA: Oro (Latino)                                          | Ahora                             |
| "Pa' Olvidarme De Ella" (con Piso 21)                   | 2019 | —                  | —                  | —                  | —                  | —                  | —                  | - RIAA: 4× Platino (Latino)                                   | El Amor En Los Tiempos Del Perreo |
| "Se Me Olvidó"                                          | 2020 | 1                  | —                  | —                  | 16                 | 1                  | —                  | - RIAA: 2× Platino (Latino)                                   | Ayayay!                           |
| "Ayayay!"                                               | 2020 | —                  | —                  | —                  | —                  | —                  | —                  | - RIAA: Oro (Latino)                                          | Ayayay!                           |
| "Aquí Abajo"                                            | 2020 | 2                  | —                  | —                  | 14                 | 1                  | —                  |                                                               | Ayayay!                           |
| "Dime Cómo Quieres" (con Ángela Aguilar)                | 2020 | 1                  | —                  | —                  | 8                  | 1                  | 89                 | - RIAA: 7× Platino (Latino) - AMPROFON: Diamante              | Ayayay!                           |
| "Poco" (con Reik)                                       | 2020 | 3                  | —                  | —                  | —                  | 38                 | —                  |                                                               |                                   |
| "Duele" (con Alejandro Fernández)                       | 2021 | 1                  | —                  | —                  | 25                 | 1                  | —                  |                                                               |                                   |
| "2 Veces" (con Los Plebes del Rancho de Ariel Camacho)  | 2021 | 4                  | —                  | —                  | 24                 | 1                  | —                  |                                                               | Recordando A Una Leyenda          |
| "Botella Tras Botella" (con Gera MX)                    | 2021 | 1                  | —                  | 60                 | 3                  | 6                  | 9                  | - RIAA: 14× Platino (Latino) - AMPROFON: Diamante+Platino+Oro | Sin álbum                         |
| "La Sinvergüenza" (con Banda MS)                        | 2021 | 2                  | —                  | —                  | 20                 | 1                  | —                  | - RIAA: 4× Platino (Latino) - AMPROFON: 3× Platino            | Forajido                          |
| "Ya No Somos Ni Seremos"                                | 2022 | 1                  | —                  | —                  | 8                  | 3                  | 36                 | - RIAA: 7× Platino (Latino) - AMPROFON: Diamante+Platino      | Forajido                          |
| "Te Llore Un Río" (con Maná)                            | 2022 | 1                  | —                  | —                  | 47                 | 3                  | —                  |                                                               | Sin álbum                         |
| "Aguardiente"                                           | 2022 | —                  | —                  | —                  | —                  | —                  | —                  | - RIAA: Oro (Latino) - AMPROFON: Oro                          | Forajido                          |
| "Vivo en el 6"                                          | 2022 | 3                  | —                  | —                  | 44                 | 1                  | —                  | - RIAA: Oro (Latino)                                          | Forajido                          |
| «Por el Resto de Tu Vida» (con Tini)                    | 2023 | —                  | 63                 | —                  | —                  | —                  | —                  |                                                               | Forajido 2                        |
| "Un Cumbión Dolido"                                     | 2023 | 2                  | —                  | —                  | —                  | 1                  | —                  | - AMPROFON: Oro                                               | Forajido 2                        |
| "Quédate"                                               | 2023 | 7                  | —                  | —                  | —                  | —                  | —                  |                                                               | Forajido 2                        |
| "Fuego de Noche, Nieve de Día" (con Ricky Martin)       | 2023 | —                  | 93                 | —                  | —                  | —                  | —                  |                                                               | Sin álbum                         |
| "La Intención" (con Peso Pluma)                         | 2024 | 9                  | —                  | 92                 | 13                 | 1                  | 96                 | - AMPROFON: Oro - RIAA: Platino (Latino)                      | Sin álbum                         |
| "Ya Pedo Quién Sabe" (con Grupo Frontera)               | 2024 | —                  | —                  | —                  | 29                 | 6                  | —                  |                                                               | Sin álbum                         |
| "—" denota lanzamientos que no figuraron en las listas. |      |                    |                    |                    |                    |                    |                    |                                                               |                                   |

#### Como artista invitado
| Título                                          | Año  | Posiciones máximas en listas | Álbum     |
| Título                                          | Año  | EE. UU. Regional MEX         | Álbum     |
| ----------------------------------------------- | ---- | ---------------------------- | --------- |
| "Solos" (Ana Bárbara junto con Christian Nodal) | 2019 | 11                           | Sin álbum |

### Sencillos promocionales
| "Yo No Sé Mañana"                                                       | 2017 | —  | - RIAA: Oro (Latino)     | Me Dejé Llevar           |
| "Eres"                                                                  | 2017 | 48 | - RIAA: Platino (Latino) | Me Dejé Llevar           |
| "Nace Un Borracho"                                                      | 2020 | 46 |                          | Ayayay!                  |
| "Solo Un Sueño"                                                         | 2021 | —  |                          |                          |
| "Por No Perderte Te Perdí" (con Los Plebes del Rancho de Ariel Camacho) | 2021 | —  |                          | Recordando A Una Leyenda |
| "Vida Truncada" (con Los Plebes del Rancho de Ariel Camacho)            | 2021 | —  |                          | Recordando A Una Leyenda |
| "Ya Lo Superé" (con Los Plebes del Rancho de Ariel Camacho)             | 2021 | —  |                          | Recordando A Una Leyenda |
| "Amarga Derrota" (con Los Plebes del Rancho de Ariel Camacho)           | 2021 | —  |                          | Recordando A Una Leyenda |
| "Si Nos Dejan" (con Belinda)                                            | 2021 | —  |                          |                          |
| "—" denota una grabación que no se registró en las listas.              |      |    |                          |                          |

### Otras canciones y certificaciones registradas
| "Tequila" (con Juanes)                                                                 | 2019 | 1  | - RIAA: Oro (Latino) | Más Futuro Que Pasado |
| "La Mitad" (con Camilo)                                                                | 2020 | 18 | - AMPROFON: Platinum | Por Primera Vez       |
| "—" denota una grabación que no llegó a las listas o no fue lanzada en ese territorio. |      |    |                      |                       |

### Apariciones de invitados
| Título                   | Año  | Otro artista(s)                        | Álbum           |
| ------------------------ | ---- | -------------------------------------- | --------------- |
| "No Pasa de Moda"        | 2017 | Los Plebes del Rancho de Ariel Camacho | Lo Más Nuevo    |
| "Te Marqué Pedo (Remix)" | 2022 | Alex Luna y DAAZ                       |                 |
| "Cuando Me Dé la Gana"   | 2022 | Christina Aguilera                     | Aguilera        |
| "Me Extraño"             | 2022 | Romeo Santos                           | Fórmula, Vol. 3 |

## Giras
- Ahora Tour (2019-2020)[112]
- Ayayay! Tour (2021)[113]
- Botella Tras Botella Tour (2021)[114]
- Forajido Tour (2022)
- Foraji2 Tour (2023-2024)[115]

## Premios y nominaciones
Christian Nodal ha ganado diez Premios Lo Nuestro, diez Premios Latin American Music, siete Billboard Latin Music Awards, cinco iHeartRadio Music Awards, cinco Latin Grammy Awards, tres Premios Juventud, dos Heat Latin Music Awards y un Premios Tu Música Urbano.